# Voharies
Voharies ist eine französische Gemeinde mit 76 Einwohnern (Stand 1. Januar 2022) im Département Aisne in der Region Hauts-de-France (vor 2016 Picardie). Sie gehört zum Arrondissement Vervins, zum Kanton Marle und zum Gemeindeverband Thiérache du Centre.

## Geographie
Die Gemeinde Voharies liegt in der Landschaft Thiérache am Fluss Vilpion, 28 Kilometer nördlich von Laon. Nachbargemeinden von Voharies sind Rougeries im Norden, Saint-Gobert im Nordosten, Lugny im Osten und Südosten, Thiernu im Südwesten, Berlancourt im Westen sowie Marfontaine (Berührungspunkt) im Nordwesten.

## Geschichte
Der Ursprung des Dorfes Voharies geht auf einen mittelalterlichen Bauernhof namens Boharius zurück. Der Ort war zunächst ein Weiler der Gemeinde Rougeries und wurde zu Beginn der Französischen Revolution eine unabhängige Gemeinde.

## Bevölkerungsentwicklung
| Jahr                       | 1962 | 1968 | 1975 | 1982 | 1990 | 1999 | 2006 | 2014 | 2022 |
| Einwohner                  | 149  | 149  | 126  | 98   | 78   | 78   | 73   | 71   | 76   |
| Quellen: Cassini und INSEE |      |      |      |      |      |      |      |      |      |

## Sehenswürdigkeiten

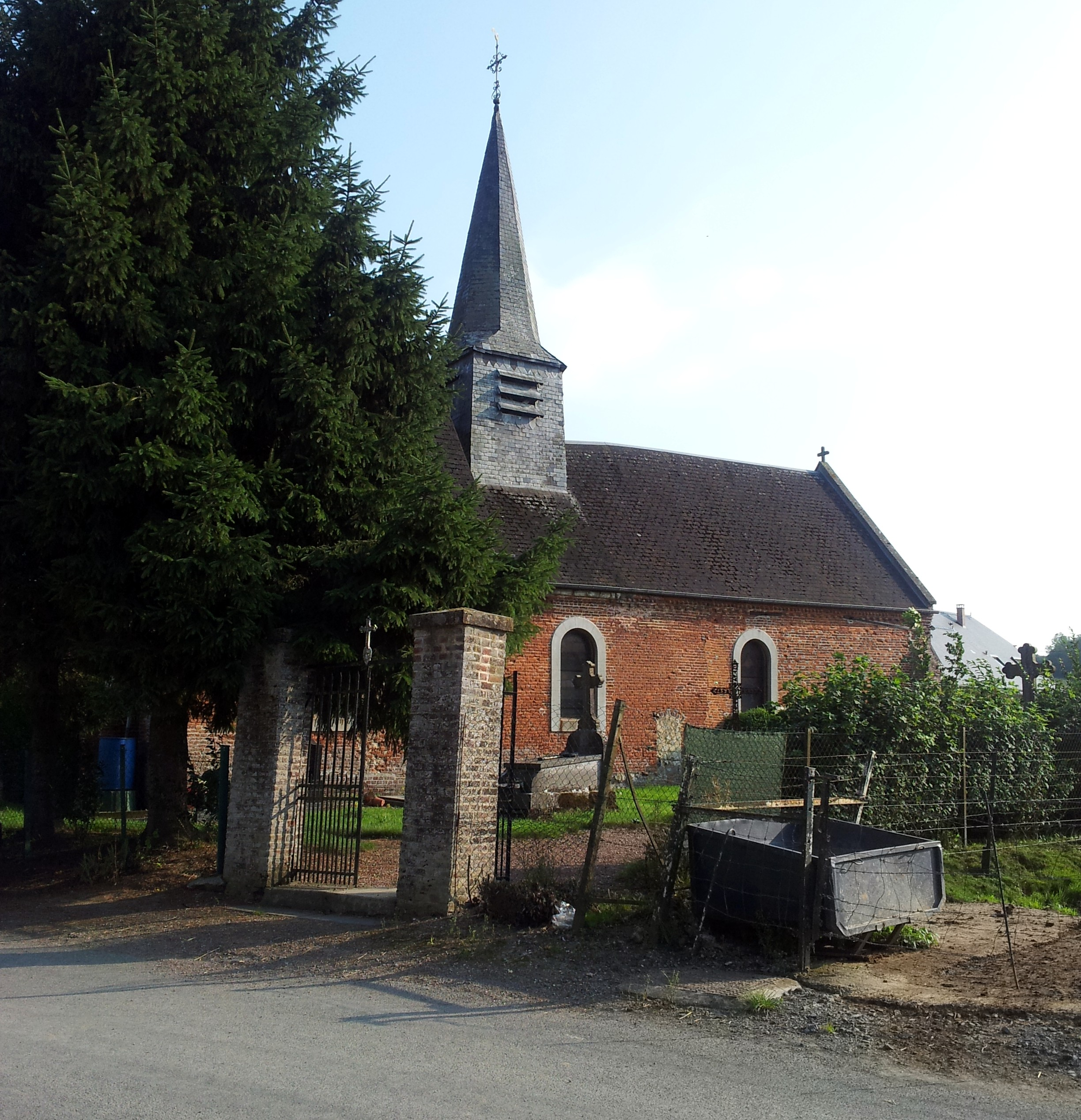
Kirche Saint-Martin
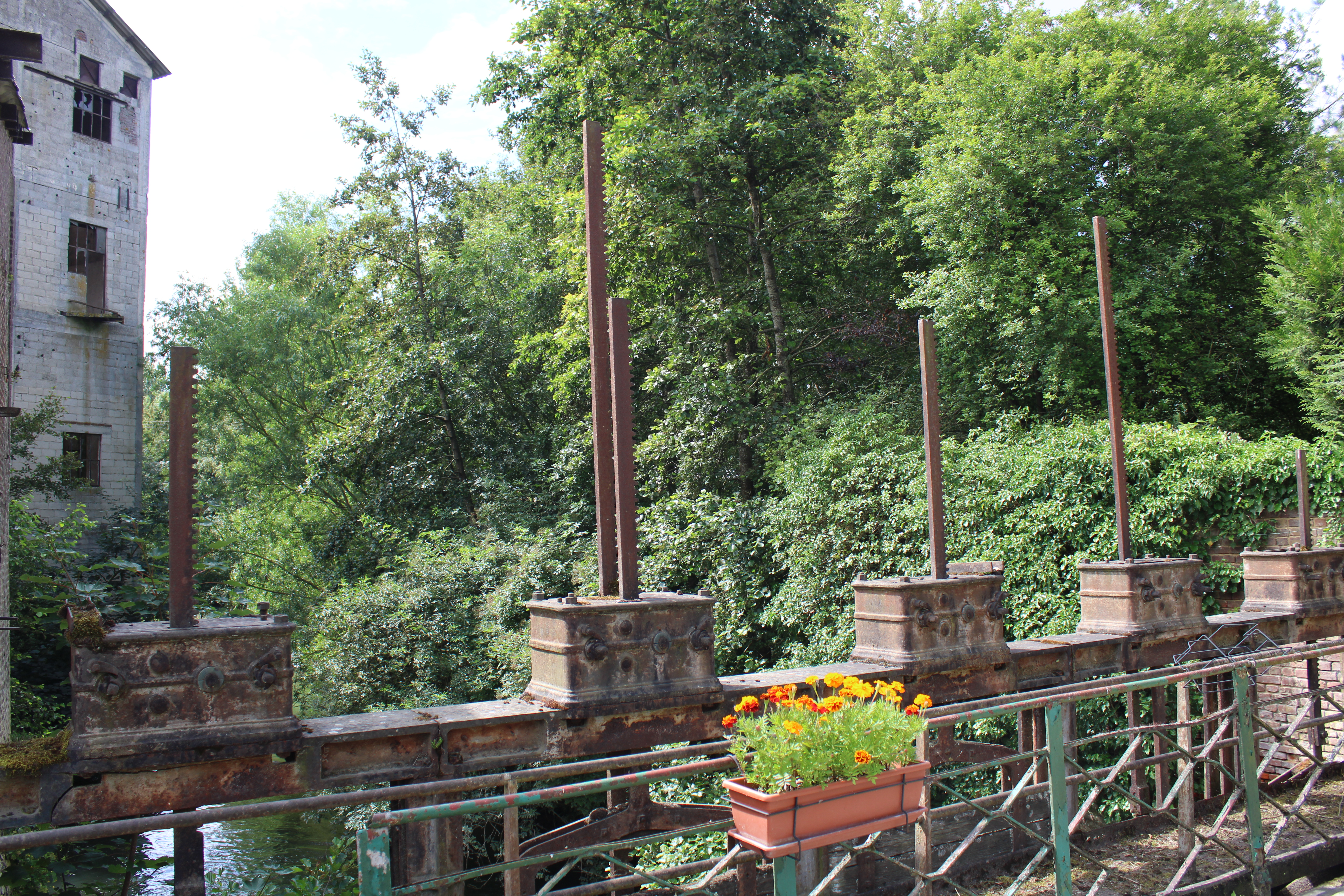
Ehemalige Wassermühle
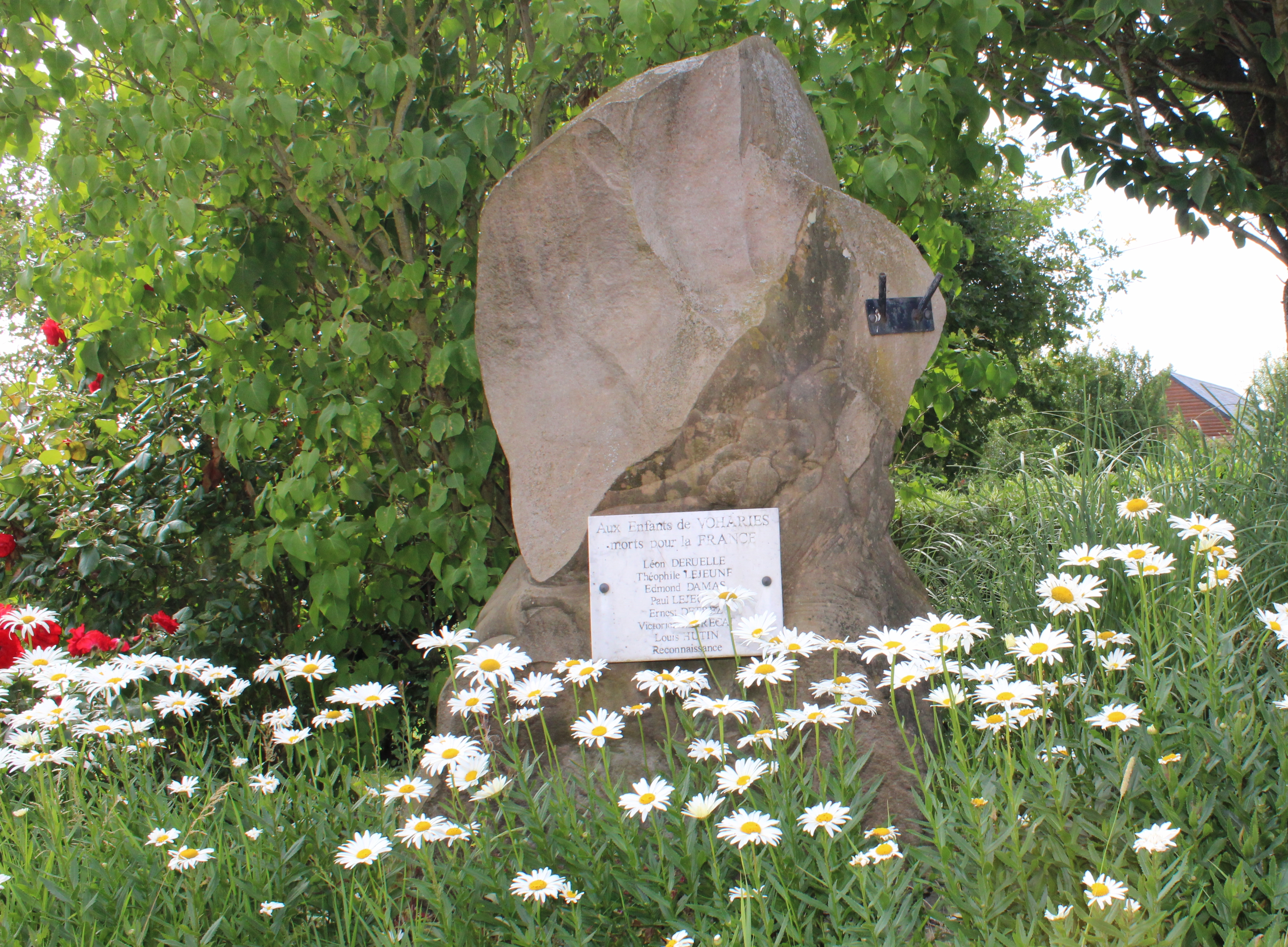
Gefallenendenkmal

- Kirche Saint-Martin
- Ehemalige Wassermühle
- Gefallenendenkmal